# Plaza de toros Joseph-Fourniol
La plaza de toros Joseph-Fourniol o plaza de toros de Vic-Fezensac es una plaza de toros situada en Vic-Fezensac, en la región de Occitania en Francia. En ella se celebran las corridas de toros de la Feria del Toro de Pentecostés además de eventos culturales y de ocio.[cita requerida]

## Descripción
Se trata de una plaza de toros de primera categoría. Construida en hormigón armado. De 1958 data la cobertura parcial del graderío de la plaza. En 1998 se acometió una obra de reforma para la ampliación de la capacidad de la plaza pasando de 5847 a 7000 localidades, obra del arquitecto F. Didierjean. De 1990 data la escultura taurina a Ruiz Miguel, figura del toreo admirada por la afición.

## Historia
El proyecto para la construcción de la plaza de toros data de 1929 y fue impulsado por la Société des courses de taureaux y el ayuntamiento de Vic-Fezensac. Su inauguración tuvo lugar el 20 de septiembre de 1931 con dos platos landeses. Su nombre se debe a Joseph Fourniol, aficionado bayonés que junto a Alfred Delgeilh «Aguilita» propició la construcción y gestión de los eventos taurinos.
Desde 1982 se celebra la Feria del Toro de Pentecostés de gran tradición y éxito de público que hace de Vic-Fezensac miembro de la unión de ciudades taurinas francesas. Se celebran cinco corridas de toros con asistencia de 35 000 espectadores, y genera una importante actividad económica ante la afluencia a la ciudad de 120.000 visitantes. La Feria del Toro es organizada por el Club Taurin Vicois y su seña de identidad es el toro-toro, es decir, se lidian toros bravos y encastados de las respetadas ganaderías de Miura, Victorino Martín, Cuadri, Dolores Aguirre o Barcial y en durante la feria se pueden ver a toros procedentes de ganaderías muy diversas entre sí.
Los festejos en la plaza de toros fueron interrumpidos por la Segunda Guerra Mundial y se reanudaron en 1947. Las protestas de mayo 1968 y la pandemia de Covid-19 también suspendieron la actividad de la plaza. 

Además de festejos taurinos también se emplea para eventos culturales como el festival de salsa Tempo Latino de julio.

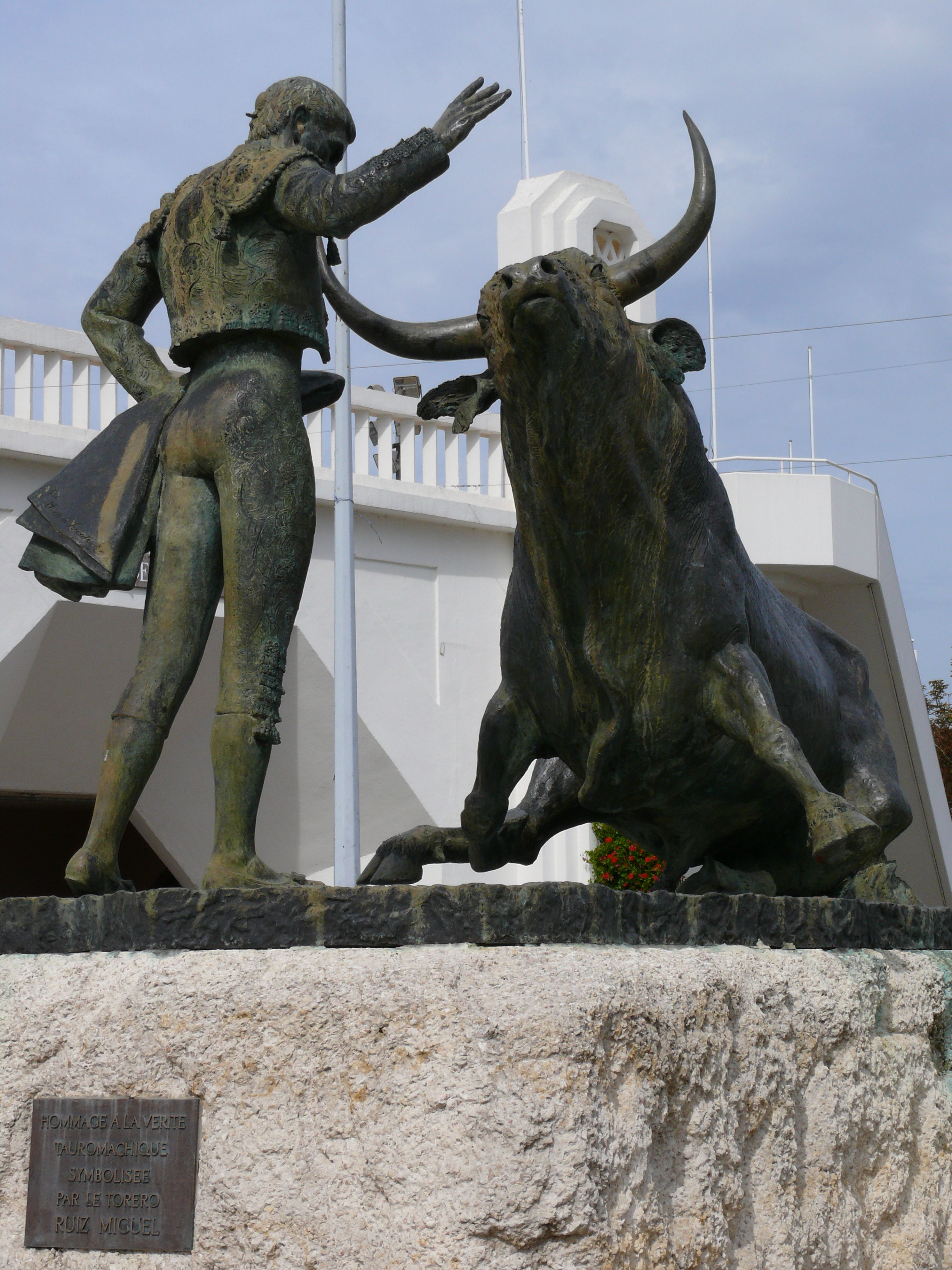
Escultura taurina a Ruiz Miguel frente a un toro de Victorino Martín.

Señalar las faenas de Ruiz Miguel, El Fundi o Alberto Lamelas al toro célebre Cantinillo de Dolores Aguirre en 2014.